# Сельское поселение Шилан
Сельское поселение Шилан — муниципальное образование в Красноярском районе Самарской области.
Административный центр — село Шилан.

## Административное устройство
В состав сельского поселения Шилан входят:
- село Чапаево,
- село Шилан,
- деревня Кольцовка.